# Americana (gênero musical)

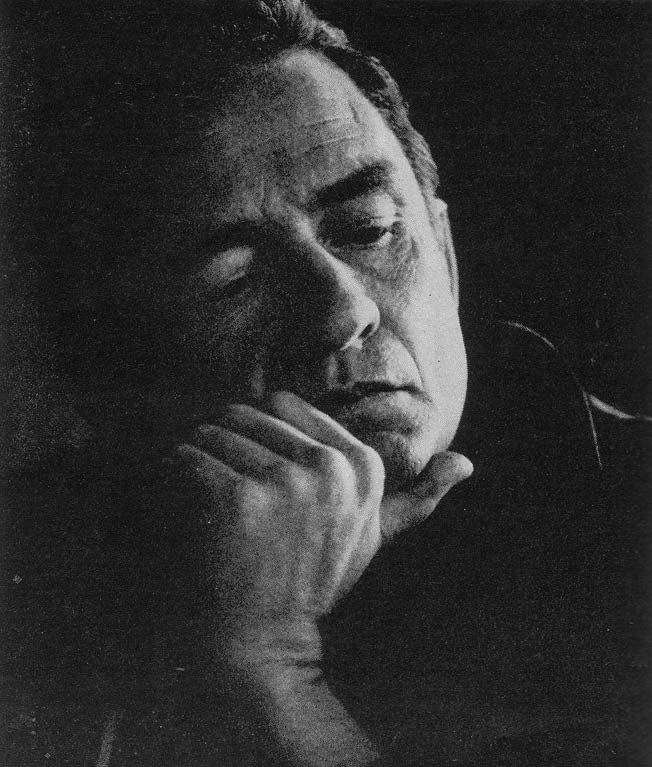
Johnny Cash foi um músico do gênero americana.

Americana é um amálgama de gêneros musicais de raiz formado pela confluência de tradições compartilhadas e variadas que formam o ethos da música estadunidense, especificamente mesclas de sons folk, country, rhythm & blues, rock & roll e outras influências de estilos externos. O americana é popularmente definido, especialmente pela imprensa, como alternative country, alt-country ou por vezes alt.country.